# Szupernóva (film, 2000)
A Szupernóva (eredeti címe: Supernova) 2000-ben bemutatott amerikai sci-fi-thriller, melyet Walter Hill rendezett. A főbb szerepekben James Spader és Angela Bassett látható.
2000. január 14-én mutatták be az Egyesült Államokban. Magyarországon videokazettán volt elérhető 2001. február 1-től. A Szupernóva kritikai és kereskedelmi bukás volt, költségvetésének alig töredékét hozta vissza.

## Cselekmény
A Nightingale 229 orvosi űrhajó hatfős legénységgel rendelkezik, és Marley kapitány a parancsnoka. A legénység többi tagja Nick Vanzant első tiszt, Dr. Kaela Evers orvos, Benjamin Sotomejor számítógépes szakember és két másik orvos. Miután segélyhívás érkezik, a legénység dimenzióugrást tesz egy 4000 fényévre lévő holdra, de egy műszaki hiba miatt a kapitány súlyosan megsérül és meghal. A Nightingale-t aszteroidák találják el, és szinte az összes üzemanyagát elveszíti.
Röviddel ezután egy Troy nevű kalandor dokkol a Nightingale-hez az űrsiklójával. Az idegen küldte a vészjelzést, és titokban egy leletet csempész fel a hajóra, amely máris mutációt okoz nála. Troy, akiről később kiderül, hogy Evers korábbi párja, Karl Larson, azt javasolja, hogy vigyék el a Földre a leletet, és adják el. Vanzant azonban erre nem hajlandó, mert nem tudják, hogy a lelet veszélyt jelent-e. Ennek következtében a Nightingale a Holdra repül, hogy több üzemanyagot szerezzen.
Larson, aki a mutáció következtében emberfeletti erőt és hatalmas öngyógyító képességeket fejlesztett ki, szabotázscselekményeket követ el, és megöli a legénység három tagját. A férfi távolról vezérelve elindítja a holdra szállt hajót, hátrahagyva Vanzantot. Vanzantnak azonban sikerül visszatérnie egy mentőkabin segítségével, amelyet elővigyázatosságból magával vitt.
Larson megpróbál romantikusan közeledni Evershez, de a nő visszautasítja. Kiderül, hogy a lelet kilencdimenziós anyagot tartalmaz, amely képes egy csillagot szupernóvává alakítani, és új háromdimenziós anyagot létrehozni. Vanzant és Evers ezért mindenáron megpróbálják megakadályozni, hogy Larson a Földre vigye a leletet. Evers felrobbantja a leletet megölve ezzel Larsont. Egyedüli túlélőként egy dimenzióugrással térnek vissza a Földre, miközben a lelet szupernóvává változtatja a hátrahagyott csillagot.

## Szereplők
| Szerep          | Színész              | Magyar hangja |
| --------------- | -------------------- | ------------- |
| Nick Vanzant    | James Spader         | Rékasi Károly |
| Dr. Kaela Evers | Angela Bassett       | n.a           |
| A.J. Marley     | Robert Forster       | Orosz István  |
| Yerzy Penalosa  | Lou Diamond Phillips | Németh Gábor  |
| Troy Larson     | Peter Facinelli      | Hajdu István  |
| Danika Lund     | Robin Tunney         | n.a           |
| Benj Sotomejor  | Wilson Cruz          | n.a           |
| Flyboy          | Eddy Rice Jr.        | n.a           |
| Karl Larson     | Know White           | n.a           |
| Édesem          | Vanessa Marshall     | n.a           |

## Fogadtatás

### Kritikai visszhang
A film gyengén szerepelt a kritikusok körében. A Rotten Tomatoeson 11%-os minősítést ért el 63 értékelés alapján, az összefoglaló szerint: „Ez egy sértés a sci-fi műfajra nézve, izgalom nélkül és rossz effektekkel.” John Petrakis a Chicago Tribune-től azt írta: „Egy küldetés, amelyet már régen meg kellett volna szakítani.” Stephen Hunter a Washington Posttól azt írta: „Nem megy sehova, és amikor odaér, akkor már nincs sehol.”
A MetaCritic 19 pontot kapott a 100-ból 19 értékelés alapján. Jonathan Foreman szerint a film „egy tökéletesen élvezhető sci-fi thriller.” Peter Stack úgy gondolta a film „bár kiszámítható, de annyira nem rossz.” Lisa Alspector a Chicago Readertől azt írta: „Ez az enyhén hangulatos sci-fi thriller a féltékenységgel és a szexuális árulással kapcsolatos szokásos drámai koncepciókat feszegeti.”

### Bevételi adatok
A Box Office Mojo szerint a film pénzügyi bukás volt. A 90 millió dolláros költségvetésből 14,8 millió dollár bevétel érkezett vissza.